# Fero Lasagavibau
Pas d'image ? Cliquez ici

a Compétitions nationales et continentales officielles uniquement.

b Matchs officiels uniquement.
Dernière mise à jour le 10 septembre 2020.
Fero Lasagavibau, né le 27 mai 1976 aux Fidji, est un joueur fidjien de rugby à XV et de rugby à sept qui évolue au poste d'ailier. Il se reconvertit ensuite en tant qu'entraîneur. Il compte plusieurs sélections internationales, autant en rugby à XV qu'en rugby à sept.

## Biographie
Fero Lasagavibau, né à Warwick, pratique le rugby à XV d'abord aux Fidji, avec le club de sa ville natale, sous l'égide de la province de Nadroga. Il évolue ensuite en Nouvelle-Zélande, entre autres avec le club de Marist de la Northland Rugby Union, puis au championnat national des provinces avec l'équipe représentant la fédération de Northland de 1997 à 2004,,.
En rugby à sept, il est pour la première fois sélectionné en 1996 avec l'équipe nationale des Fidji, dans le cadre du tournoi de France comptant pour l'IRB Sevens World Series. Il joue entre autres celui de Hong Kong, lors des éditions 1999, 2000 et 2001.
Il honore ensuite sa première cape internationale de rugby à XV en équipe des Fidji le 14 juin 1997 contre l'équipe de Nouvelle-Zélande.
Sélectionné pour disputer la Coupe du monde 1999 en Europe, il signe un pré-contrat avec un club professionnel français, l'USA Perpignan, prenant effet à l'issue de la compétition internationale. Lasagavibau récupère ainsi cette opportunité après la signature de Viliame Satala avec le Stade montois malgré des contacts avancés avec le club catalan. Pendant la phase de poules, il dispute trois des quatre rencontres,. Néanmoins, une fois la compétition terminée pour les joueurs fidjiens, le pré-contrat signé n'est pas honoré par l'USA Perpignan, sans aucun motif officiel avancé d'après Franck Boivert, agent du joueur.
Il participe aux épreuves de rugby à sept des Jeux mondiaux de 2001 ; il dispute la finale contre l'Australie et contribue à la victoire de son équipe,. Cette participation marque sa dernière apparition sous le maillot national en rugby à sept. Quelques mois plus tôt, il prend également part à la Coupe du monde de rugby à sept.
Il évolue encore sous le maillot national fidjien des quinzistes jusqu'en 2002 ; il se classe alors au 3e rang des meilleurs marqueurs d'essais de l'histoire des Flying Fijians, derrière Sanivalati Laulau (en) et Viliame Satala.
Après avoir joué sept années en Nouvelle-Zélande, Lasagavibau rejoint la France en 2005, et choisit de signer avec l'US Dax en Pro D2. À l'issue de la saison 2006-2007, il participe à l'accession du club dacquois en Top 14 et termine meilleur marqueur d'essai du championnat. Il n'évolue cependant pas en première division avec les Dacquois, son contrat prenant alors fin. D'abord annoncé au RC Narbonne, il rejoint finalement le Stade aurillacois à compter de l'intersaison 2007.
Après quatre saisons dans le Cantal, dont une dernière avec peu d'apparitions, il rejoint le RAC angérien en Fédérale 2. Au bout d'une saison, il suit son entraîneur Renaud Gourdon au Stade rouennais, alors en Fédérale 3. À partir de la saison 2014-2015, alors âgé de 38 ans, voyant son temps de jeu avec l'équipe réserve réduit, il officie en tant qu'entraîneur adjoint de cette dernière,.
À partir de 2017, Lasagavibau prend en charge, en tant qu'entraîneur principal, le COR Elbeuf, qui évolue en Promotion d'Honneur ; le club de Saint-Aubin-lès-Elbeuf bénéficie en effet d'un partenariat avec le Rouen Normandie rugby ayant favorisé cette reconversion. Après avoir contribué à la montée du CORE en division Honneur, il s'engage auprès des trois-quarts de l'AS Rouen en Fédérale 3.
L'année suivante, il rejoint l'Evreux Athletic Club en Fédérale 3 en tant qu'entraîneur des arrières, ainsi qu'en tant que joueur après cinq années de retraite sportive ; il garde sa licence active l'année suivante.

## Palmarès

### En rugby à XV

#### En club
- Championnat de France de 2e division :
  - Vice-champion : 2007 avec l'US Dax.
  - Finaliste : 2006 avec l'US Dax.

#### En équipe nationale
- 22 sélections en équipe des Fidji de 1997 à 2002[3].
- 16 essais (80 points)[3].
- Sélections par année : 3 en 1997, 5 en 1998, 9 en 1999, 2 en 2001, 3 en 2002.
- En Coupe du monde :
  - 1999 : 3 sélections (Namibie, Canada, France), 3 essais.

#### Personnel
- Meilleur marqueur d'essais de championnat de France de 2e division :
  - 2007 avec 12 réalisations[15],[24].

### En rugby à sept
- Vainqueur des Jeux mondiaux : 2001.